# Nikoulabasis comosa
Nikoulabasis comosa – gatunek ważki z rodziny łątkowatych (Coenagrionidae). Endemit Fidżi; występuje na wyspie Viti Levu i jest bardzo pospolity.
Gatunek ten opisał w 1924 roku Robert John Tillyard na łamach czasopisma „Transactions of the Entomological Society of London”, w oparciu o pojedynczy okaz samca odłowiony w sierpniu 1919 roku nad rzeką Waidoi na wyspie Viti Levu. Autor nadał gatunkowi nazwę Nesobasis comosa. W 2023 roku takson ten został przeniesiony do nowo utworzonego rodzaju Nikoulabasis jako jego gatunek typowy.